# Spoorlijn Altstätten - Gais
De spoorlijn Altstätten - Gais is een Zwitserse spoorlijn die tussen 1911 tot 1949 door de spoorwegonderneming Altstätten–Gais-Bahn (AG) bediend werd. Sinds 2006 maakt deze spoorlijn deel uit van de Appenzeller Bahnen (AB).

## Geschiedenis
Op 18 november 1911 werd het traject van Altstätten via Stoss naar Gais geopend. Hier bestond aansluiting op de lijn van het ABB-traject.
Op 26 juni 1912 werd het traject van de AG verlengd van Altstätten Stadt naar Altstätten Rathaus. Met deze verlenging werd het mogelijk door te reizen naar het station van Altstätten met aansluiting op de SBB-treinen.
In 1975 veranderde de AG het traject in Altstätten Stadt–Gais.
De Appenzeller Bahnen (AB) ontstonden op 1 januari 1988 door een fusie van de Appenzeller Bahn (AB) met de Elektrischen Bahn St. Gallen–Gais–Appenzell (SGA).

## Tandradsysteem
De AG maakt gebruik van het tandradsysteem Strub. Strub is een tandradsysteem ontwikkeld door de Zwitserse ingenieur en constructeur Emil Victor Strub (1858-1909).

## Elektrische tractie
Het traject van de AG werd geëlektrificeerd met een spanning van 1500 volt gelijkstroom.

## Fusie
In 1949 fuseerde de AG met de Elektrische Bahn St. Gallen–Gais–Appenzell (SGA) en gingen verder als Elektrische Bahn St. Gallen–Gais–Appenzell (SGA).

## Afbeeldingen

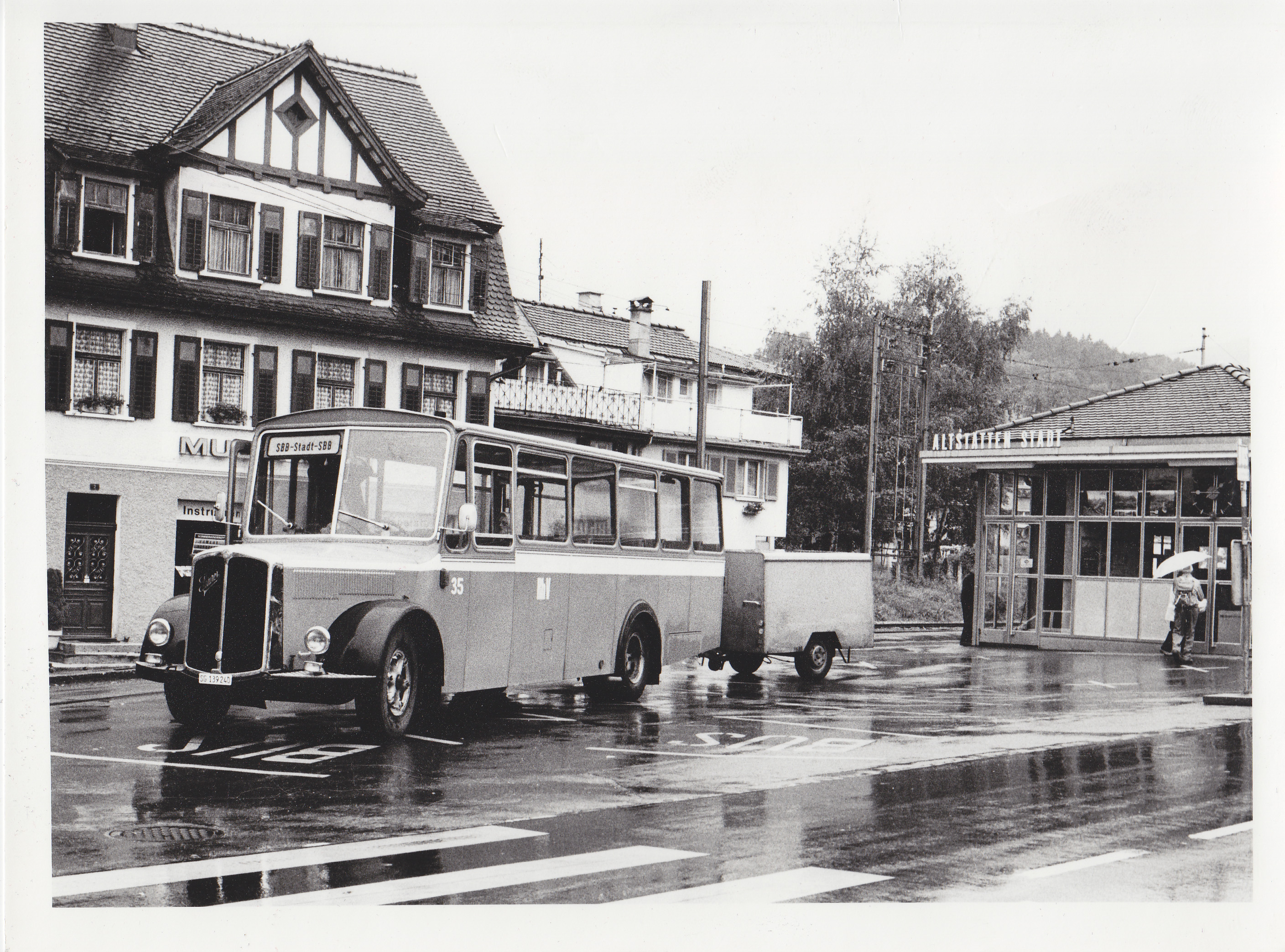
Station Altstätten Stadt met Postauto, 1984
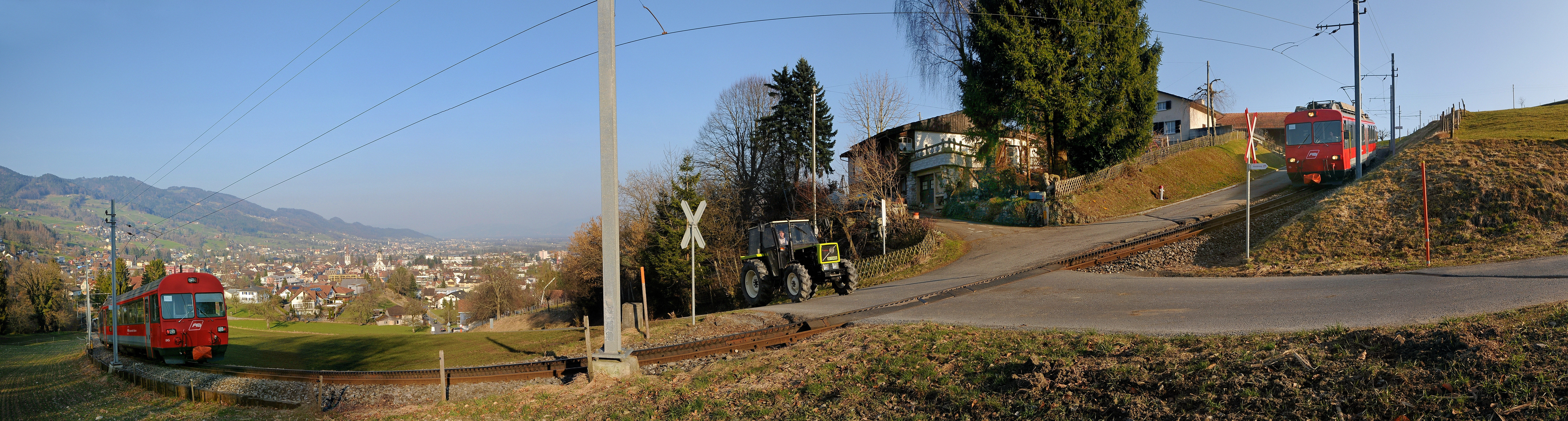
Bij Altstätten
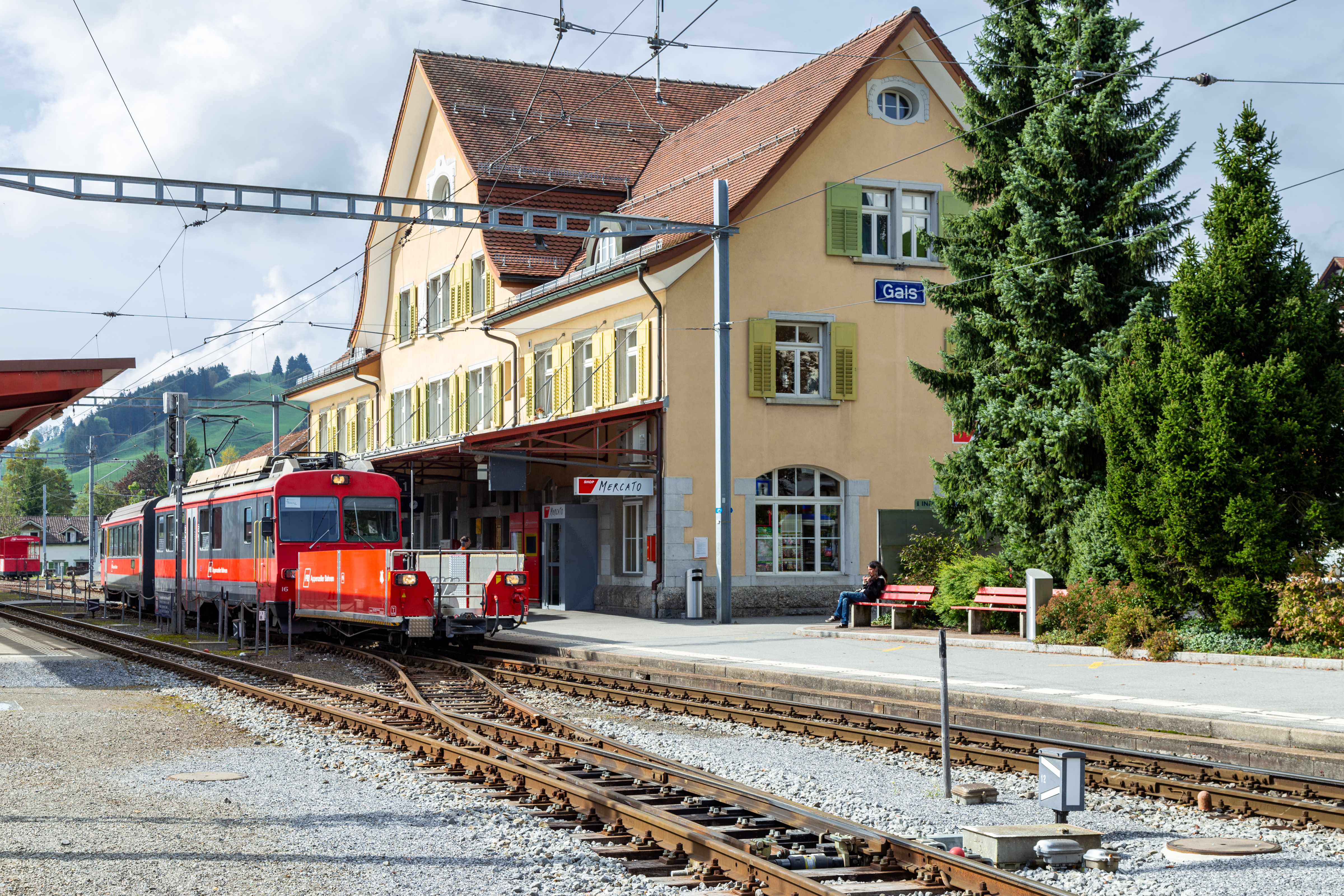
Stoptrein in station Gais